# Laelapidae
La famiglia Laelapidae comprende circa 650 specie di acari lunghi da 0,5 a 5 mm. Questi aracnidi sono ectoparassiti di insetti o mammiferi. I primi hanno strutture tricoidee deboli sul corpo. Nei secondi queste sono spiniformi e permettono agli acari di agganciarsi agli ospiti. Il piastrone dorsale non è separato in due parti come in alcuni acari.

## Biologia
I maschi trasferiscono lo sperma nelle femmine con i cheliceri. Molte specie si nutrono di linfa o sangue dei mammiferi e depongono le uova nel nido o nella tana dell'ospite. Alcune specie sono vivipare.
Molte specie trasmettono malattie.

## Distribuzione
Cosmopoliti. In vari ambienti: pollai, nidi di piccoli animali, formicai e nello sterco, nei detriti litoranei e nelle derrate immagazzinate.

## Tassonomia
Comprende i seguenti generi:
- Aetholaelaps Strandtmann & Camin, 1956
- Alphalaelaps Radford, 1951
- Andreacarus Radford, 1953
- Androlaelaps Berlese, 1903
- Angosomaspis Costa, 1971
- Atricholaelaps Ewing, 1929
- Austrolaelaps Womersley, 1956
- Berlesia Canestrini, 1884
- Bewsiella Domrow, 1958
- Bisternalis Hunter, 1963
- Blaberolaelaps M. Costa, 1980
- Bolivilaelaps Fonseca, 1940
- Camerolaelaps Fonseca, 1960
- Cavilaelaps Fonseca, 1935
- Cerambylaelaps M.Costa, 1979
- Chalaza R. Domrow, 1990
- Chamolaelaps Hull, in F.Türk & S.Türk, 1952
- Chapalania Hoffmann & Lopez-Campos, 1995
- Chelanyssus Zumpt & Till, 1953
- Chirolaelaps A. C. G. Heath, D. M. Bishop & M. J. Daniel, 1987
- Chrysochlorolaelaps Evans & Till, 1966
- Coleolaelaps Berlese, 1914
- Conolaelaps Womersley, 1959
- Cosmiphis Vitzthum, 1926
- Cyclolaelaps Ewing, 1933
- Cyclothorax von Frauenfeld, 1868
- Cypholaelaps Berlese, 1916
- Dianolaelaps Y. M. Gu & Q. X. Duan, 1990
- Dicrocheles Krantz & Khot, 1962
- Dinogamasus Kramer, 1898
- Dipolaelaps Zemskaya & Piontkovskaya, 1960
- Domrownyssus Evans & Till, 1966
- Donia Oudemans, 1939
- Dynastaspis Costa, 1971
- Dynatochela Keegan, 1950
- Dyscinetonyssus Moss & Funk, 1965
- Echinolaelaps Ewing, 1929
- Echinonyssus Hirst, 1925
- Ellsworthia Türk, 1945
- Eubrachylaelaps Ewing, 1929
- Eugynolaelaps Berlese, 1918
- Eumellitiphis Türk, 1948
- Gammaridacarus Canaris, 1962
- Garmania Nesbitt, 1951
- Gecarcinolaelaps Casanueva, 1993
- Geneiadolaelaps Ewing, 1929
- Gigantolaelaps Fonseca, 1939
- Gopriphis Berlese, 1910
- Halbertia Türk & Türk, 1952
- Hunteracarus Costa, 1975
- Hunteria M. Delfinado-Baker, E. W. Baker & C. H. W. Flechtmann, 1984
- Hyletastes Gistel, 1848
- Hymenolaelaps Furman, 1972
- Hypoaspis G.Canestrini, 1884
- Ichoronyssus Kolenati, 1858
- Iphiolaelaps Womersley, 1956
- Iphiopsis Berlese, 1882
- Jacobsonia Berlese, 1910
- Japanoasternolaelaps W. Hirschmann & N. Hiramatsu, 1984
- Jordensia Oudemans, 1937
- Julolaelaps Berlese, 1916
- Laelantennus Berlese, 1903
- Laelaps C.L.Koch, 1836
- Laelapsella Womersley, 1955
- Laelapsoides Willmann, 1952
- Laelaspoides Eickwort, 1966
- Laelaspulus Berlese, 1903
- Ligialaelaps Radford, 1942
- Liponysella Hirst, 1925
- Ljunghia Oudemans, 1932
- Longolaelaps Vitzthum, 1926
- Lucanaspis Costa, 1971
- Lukoschus Radovsky & Gettinger, 1999
- Mabuyonyssus Till, 1957
- Macrolaelaps Ewing, 1929
- Manisilaelaps Lavoipierre, 1956
- Meliponaspis Vitzthum, 1930
- Melittiphis Berlese, 1918
- Melittiphisoides M. Delfinado-Baker, E. W. Baker & C. H. W. Flechtmann, 1984
- Mesolaelaps Hirst, 1926
- Metaspinolaelaps Till, 1958
- Mungosicola Radford, 1942
- Myonyssoides Hirst, 1925
- Myonyssus Tiraboschi, 1904
- Myrmeciphis Hull, 1923
- Myrmolaelaps Trägårdh, 1906
- Myrmosleichus Berlese, 1903
- Myrmozercon Berlese, 1902
- Mysolaelaps Fonseca, 1935
- Nakhoda Domrow & Nadchatram, 1975
- Narceolaelaps J. B. Kethley, 1978
- Neoberlesia Berlese, 1892
- Neohypoaspis M. Delfinado-Baker, E. W. Baker & D. W. Roubik, 1983
- Neolaelaps Hirst, 1926
- Neoparalaelaps Fonseca, 1935
- Neospinolaelaps Zumpt & Patterson, 1952
- Notolaelaps Womersley, 1957
- Oloiphis Berlese, 1916
- Ondatralaelaps Evans & Till, 1965
- Ornitholaelaps Okereke, 1968
- Oryctolaelaps Lange, in Bregetova et al, 1955
- Parabisternalis Ueckermann & Loots, 1995
- Peramelaelaps Womersley, 1956
- Phytojacobsonia Vitzthum, 1925
- Pililaelaps Radford, 1947
- Pleisiolaelaps Womersley, 1957
- Pneumolaelaps Berlese, 1920
- Podolaelaps Berlese, 1888
- Praeparasitus Berlese, 1916
- Promacrolaelaps Costa, 1971
- Pseudolaelaps Berlese, 1916
- Pseudoparasitus Oudemans, 1902
- Qinghailaelaps Y. M. Gu & X. Z. Yang, 1984
- Radfordilaelaps Zumpt, 1949
- Raymentia Womersley, 1956
- Reticulolaelaps Costa, 1968
- Rhinolaelaps Fonseca, 1960
- Rhodacantha R. Domrow, 1979
- Rhyzolaelaps Bregetova & Grokhovskaya, 1961
- Scissuralaelaps Womersley, 1945
- Scolopendracarus Evans, 1955
- Scorpionyssus Fain & G. Rack, 1988
- Sinolaelaps Y. M. Gu & C. S. Wang, 1979
- Sphaeroseius Berlese, 1904
- Stamfordia Trägårdh, 1906
- Steptolaelaps Furman, 1955
- Sternolaelaps Zumpt & Patterson, 1951
- Stevelus Hunter, 1963
- Stigmatolaelaps Krantz, 1998
- Stratiolaelaps Berlese, 1916
- Tengilaelaps Gu & Wang, 1996
- Tricholaelaps Vitzthum, 1926
- Tropilaelaps Delfinado & Baker, 1961
- Tur Baker & Wharton, 1952
- Turkiella Zumpt & Till, 1953
- Tylolaelaps Y. M. Gu & C. S. Wang, 1979
- Ugandolaelaps Radford, 1942
- Uroiphis Berlese, 1903
- Urozercon Berlese, 1901
- Xylocolaelaps Royce & Krantz, 2003
- Zontia Türk, 1948
- Zygolaelaps V. J. Tipton, 1957